# Regering-Pillersdorf
Dit artikel geeft een overzicht van de regering onder Franz von Pillersdorf in het keizerrijk Oostenrijk.
| Functie                           | Persoon                         | Van         | Tot          |
| --------------------------------- | ------------------------------- | ----------- | ------------ |
| Minister-president, gevolmachtigd | Franz von Pillersdorf           | 8 mei 1848  | 8 juli 1848  |
| Minister-president, gevolmachtigd | Anton von Doblhoff-Dier         | 8 juli 1848 | 18 juli 1848 |
| Buitenlandse Zaken                | Johann von Wessenberg-Ampringen | 8 mei 1848  | 18 juli 1848 |
| Handel                            | Anton von Doblhoff-Dier         | 8 mei 1848  | 18 juli 1848 |
| Onderwijs                         | Franz von Sommaruga             | 8 mei 1848  | 18 juli 1848 |
| Financiën                         | Philipp von Krauß               | 8 mei 1848  | 18 juli 1848 |
| Binnenlandse Zaken                | Franz von Pillersdorf           | 8 mei 1848  | 18 juli 1848 |
| Justitie                          | Franz von Sommaruga             | 8 mei 1848  | 18 juli 1848 |
| Openbare Werken                   | Andreas von Baumgartner         | 9 mei 1848  | 18 juli 1848 |
| Oorlog                            | Theodor Baillet von Latour      | 8 mei 1848  | 18 juli 1848 |

Kolowrat · Pillersdorf · Wessenberg · Schwarzenberg · Buol · Rechberg · Aartshertog Reinier · Belcredi